# St. Luzia (Mürlenbach)

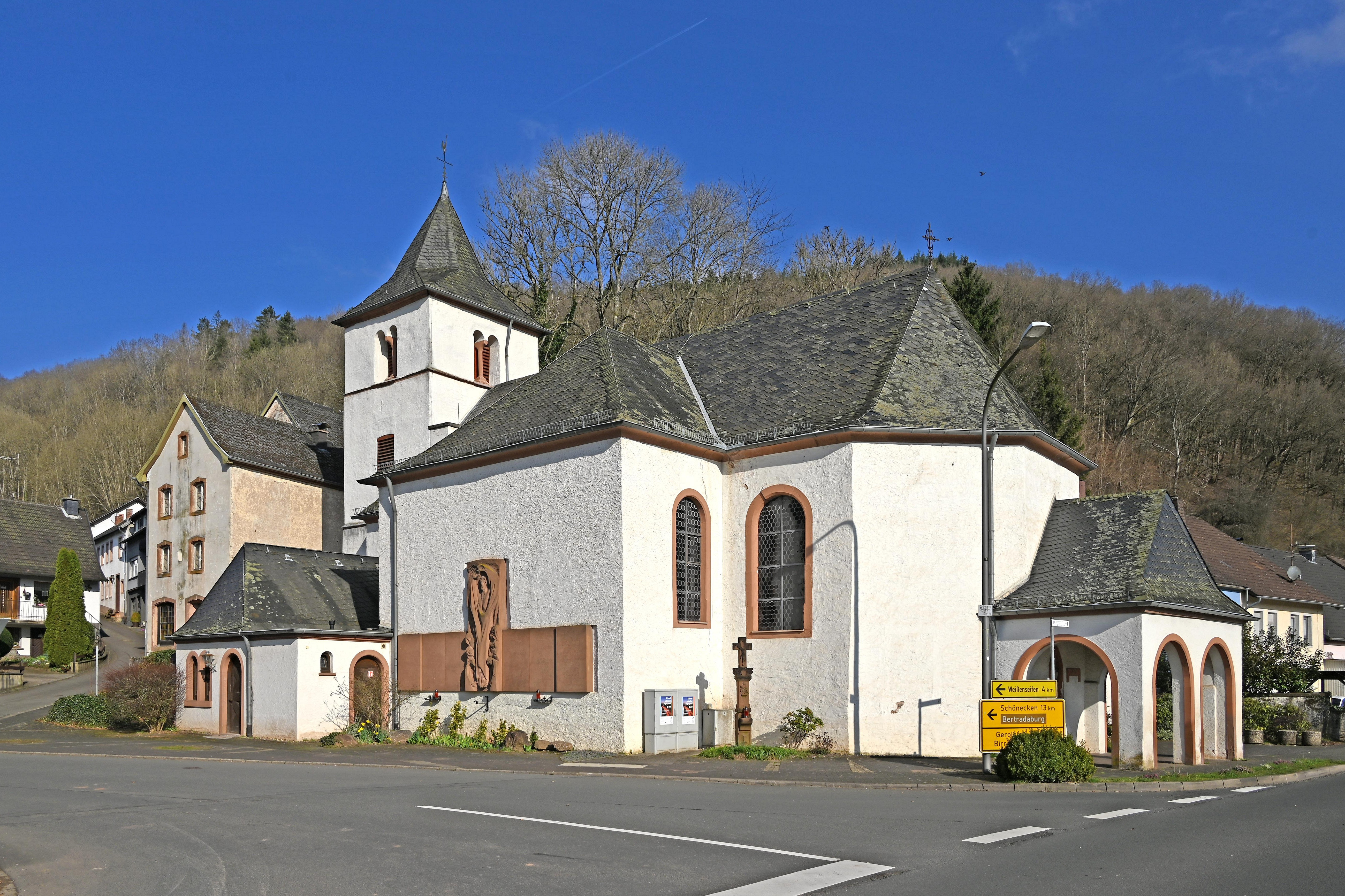
St. Luzia (Mürlenbach)

Die Kirche St. Luzia (auch: St. Lucia) ist die römisch-katholische Pfarrkirche der Ortsgemeinde Mürlenbach im Landkreis Vulkaneifel (Rheinland-Pfalz). Die Pfarrei Mürlenbach gehört zur Pfarreiengemeinschaft Gerolsteiner Land im Dekanat Vulkaneifel.

## Geschichte
Die 1484 erbaute gewestete Kirche war im 20. Jahrhundert baufällig geworden und wurde von 1923 bis 1925 auf originelle Art umgebaut. Das ursprüngliche Langhaus wurde nach Norden zu einem neuen dreischiffigen Langhaus und nach Süden zu einem Altarraum erweitert, so dass die neue Kirche gegenüber der alten um 90 Grad gedreht ist. Das Ergebnis der Verschmelzung beider Kirchen gilt allgemein als gelungen und harmonisch. Patronin der Kirche ist Lucia von Syrakus.

## Ausstattung

St. Luzia (Mürlenbach)
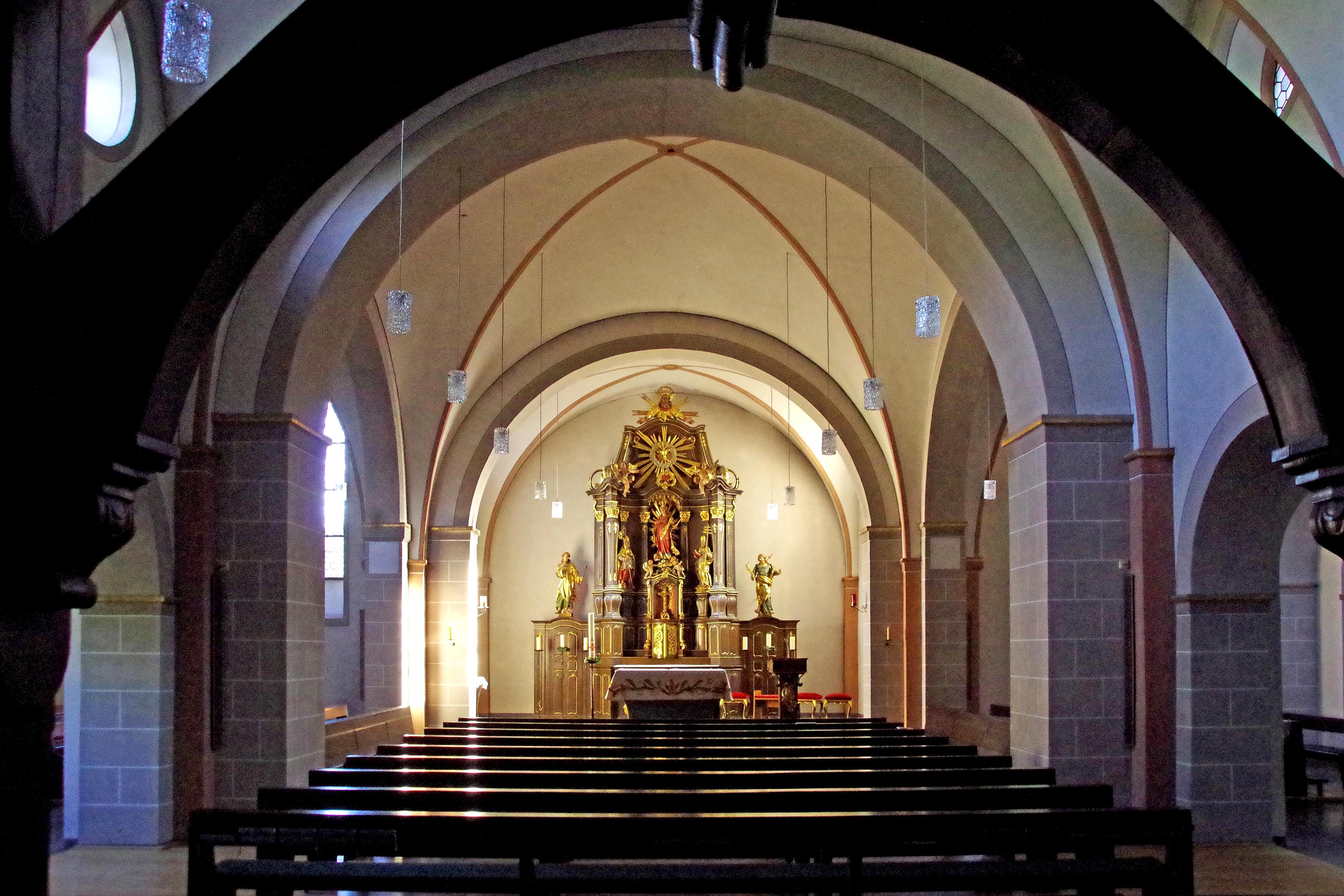
Innenraum
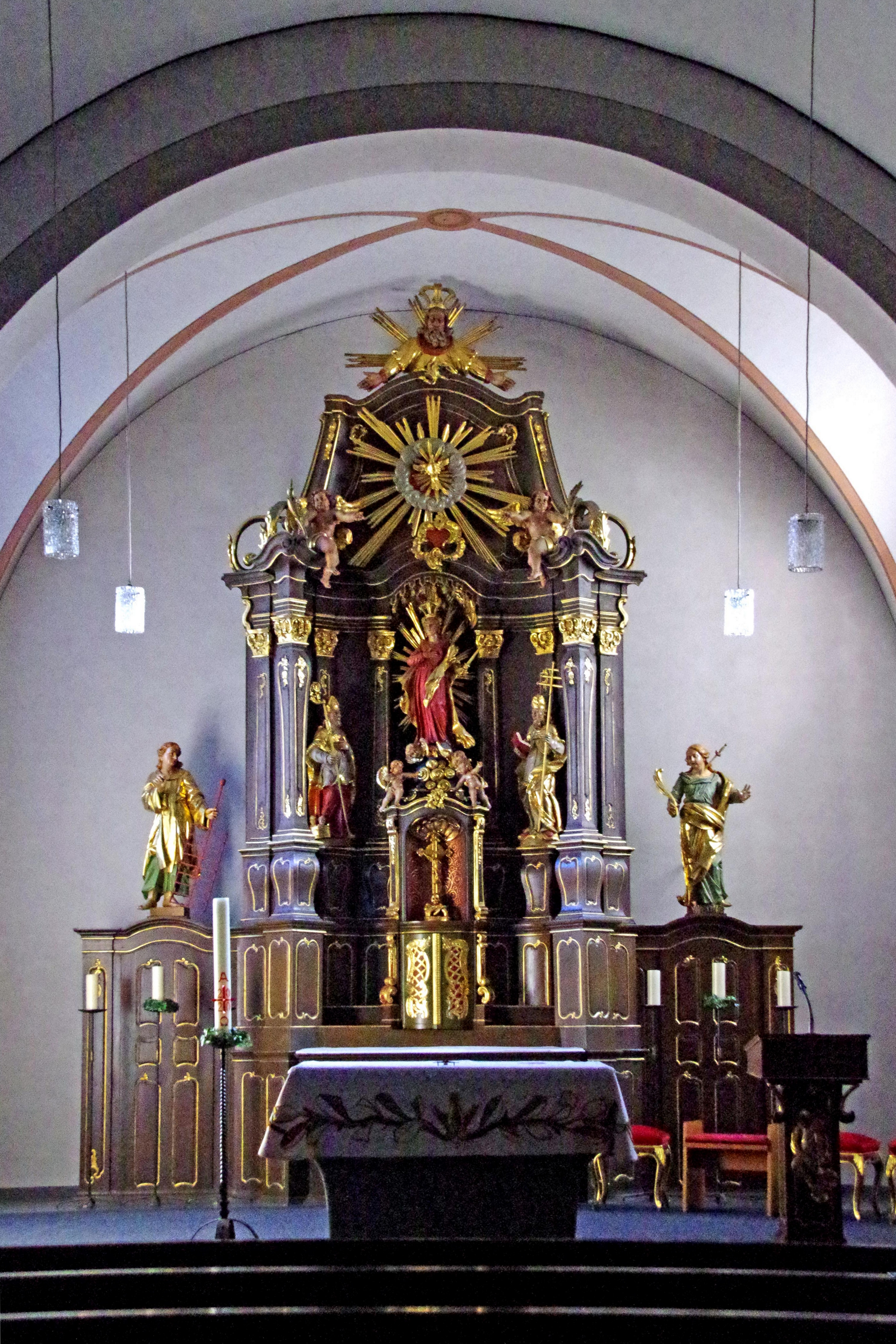
Hochaltar
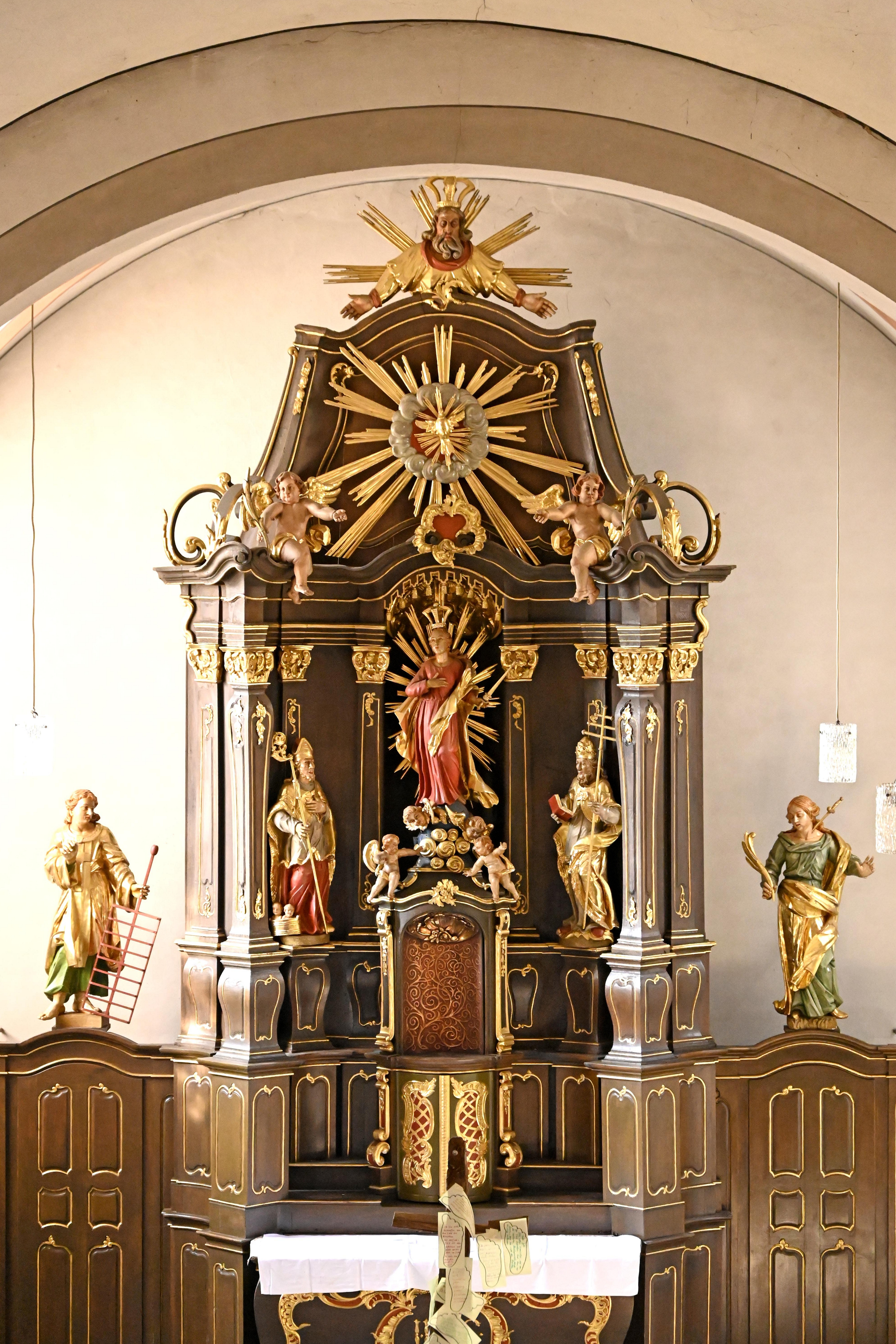
Altardetail
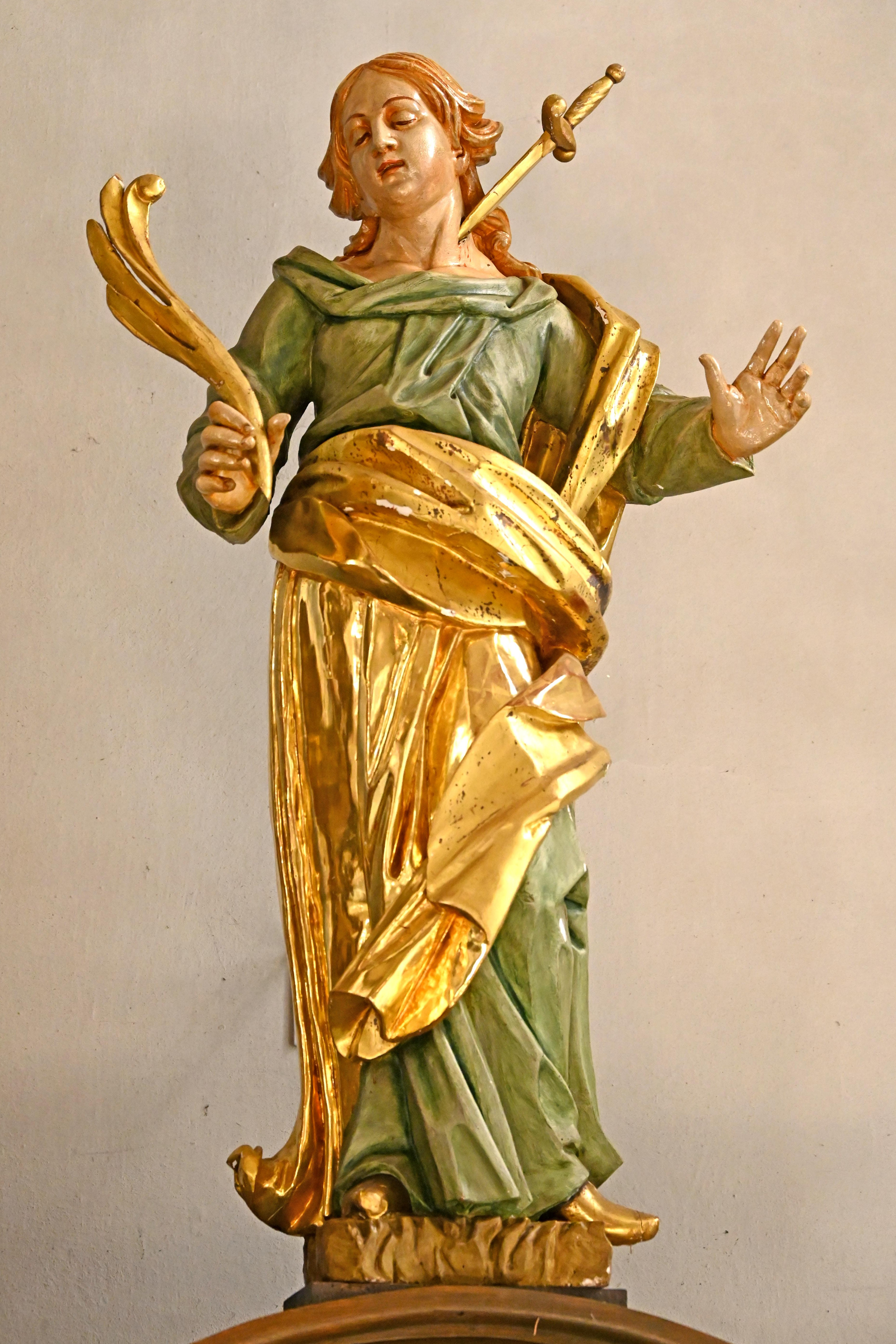
St. Luzia
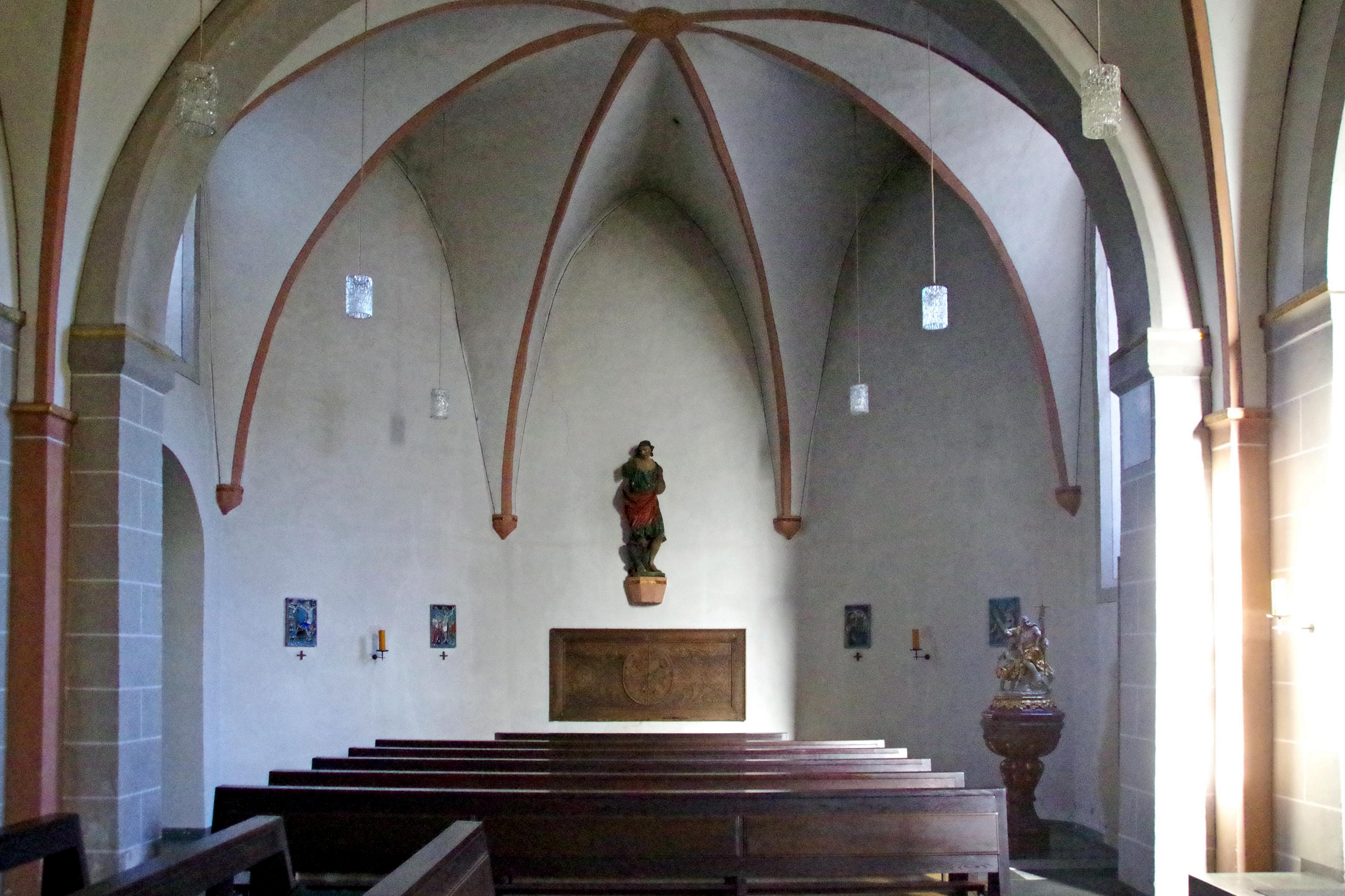
Alter Ostchor
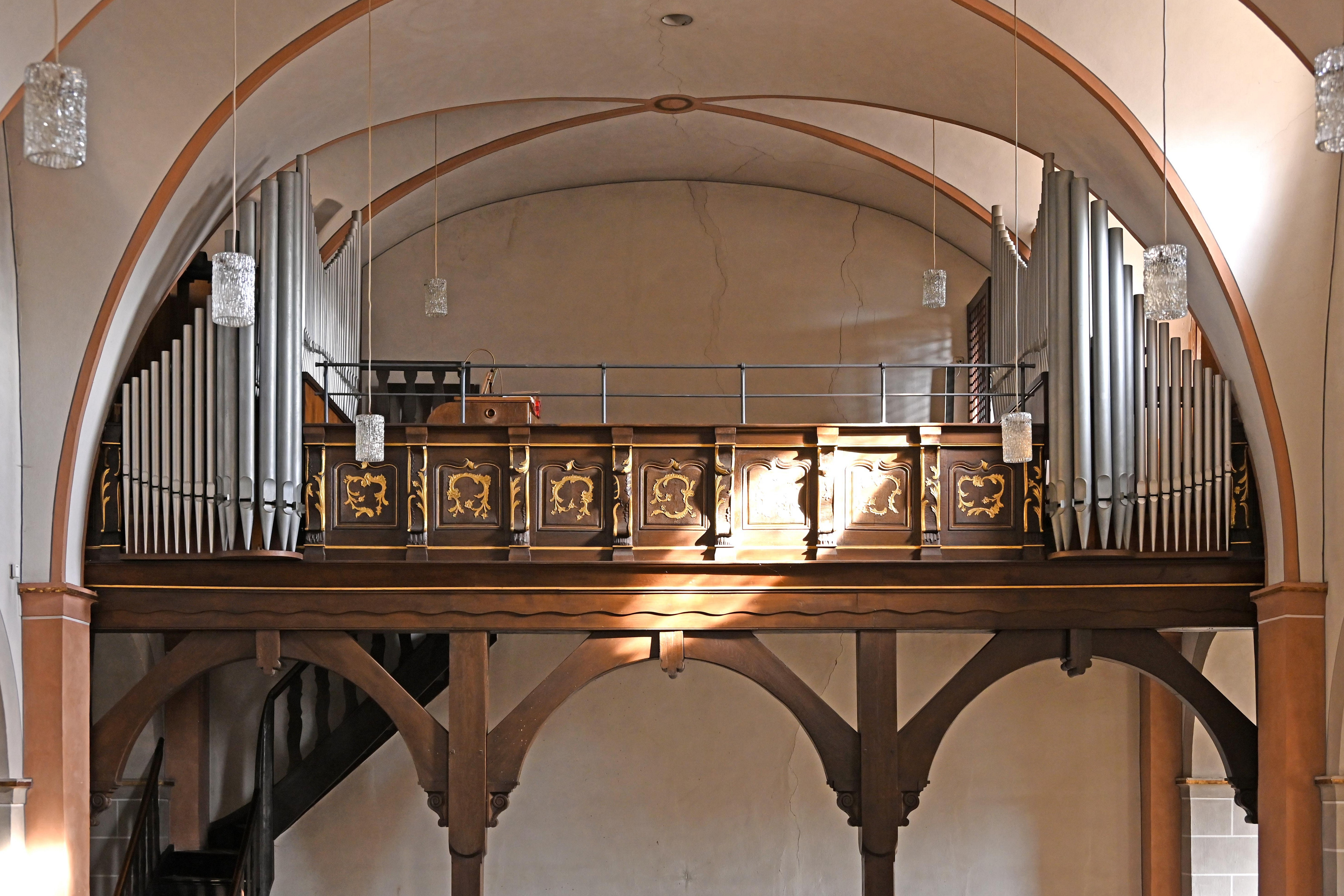
Blick zur Empore

Der aus Bell (Landkreis Mayen-Koblenz) stammende Altar wurde im 18. Jahrhundert gefertigt.